# Tisonia palmatinervis
Tisonia palmatinervis är en videväxtart som beskrevs av Herman Otto Sleumer. Tisonia palmatinervis ingår i släktet Tisonia och familjen videväxter. Inga underarter finns listade i Catalogue of Life.